# Gare de Cercottes
Gare de Cercottes vasútállomás Franciaországban, Cercottes településen.

## Vasútvonalak
Az állomást az alábbi vasútvonalak érintik:
- Párizs–Bordeaux-vasútvonal

## Kapcsolódó állomások
A vasútállomáshoz az alábbi állomások vannak a legközelebb:
- Gare de Chevilly (Paris Gare d’Austerlitz)
- Gare des Aubrais - Orléans (Gare de Bordeaux-Saint-Jean)